# Plutón BRB Nero
Plutón BRB Nero es una serie de televisión humorística de ciencia ficción, dirigida por Álex de la Iglesia, que narra las aventuras de la nave Plutón BRB Nero en busca de un planeta habitable para los 5.000 colonos hibernados que lleva en sus bodegas y poder así salvar a la humanidad.
El nombre de la nave corresponde al planeta enano Plutón, a la empresa Biotechnological Research Badajoz (BRB) y a Nero, que es su constructor. Al leer rápido el nombre de la nave suena como Plutón Verbenero, siendo un juego de palabras con la expresión vulgar putón verbenero.
La sintonía de la serie corría a cargo de la Tokyo Ska Paradise Orchestra (con la canción Filmmakers Bleed).

## Sinopsis
Según narra la presentación de la serie:

Estamos en el año 2530. La situación en el planeta Tierra es desesperada...

Hace años que no queda nada de la capa de ozono. La construcción incontrolada de adosados en el Polo Norte provoca la subida de las aguas haciendo desaparecer ciudades como Nueva York, Londres o Benidorm. La raza humana sobrevive en zonas pantanosas superpobladas, apestadas por las epidemias, inundaciones e inmobiliarias.

En el año 2500, el presidente de los Estados Unidos del Mundo, Maculay Culkin III, comienza su mandato con dos decisiones polémicas: uno, cambiar de sexo otra vez y dos, enviar una nave al espacio. Su objetivo: encontrar un planeta habitable, y huir de este inmenso error llamado Tierra.

Esta serie narra las aventuras de un grupo de marines españoles durante la búsqueda de un planeta habitable para poder salvar a la humanidad ya que en la Tierra no hay sitio para más población ni para construir más viviendas.
Esta búsqueda la realizan a bordo de la nave "Plutón BRB Nero", construida en los astilleros de Badajoz por el armador Nero.
La misión ha sido ordenada por Maculay Culkin III, presidente de los Estados Unidos del Mundo.

## Producción
Esta apuesta de TVE está producida por Pedro Costa y Pánico Films. Álex de la Iglesia volvió a dirigir una historia de ciencia ficción tras su primer trabajo en el cine Acción mutante. Fue rodada en formato cine, en vez del de 35mm utilizado en la mayoría de las series de televisión, ante esto Álex de la Iglesia se ha mostrado muy satisfecho con el resultado obtenido hasta el momento: “Estamos trabajando en formato cine y eso lo dificulta todo, pero el resultado es bueno. El esfuerzo es grande pero nos estamos divirtiendo”. El rodaje ha durado 4 días por episodio, por lo que duró unos 104 días, para el total de la serie. Además, no se utilizaron cámaras fijas, como en la mayoría de las series de televisión, sino sólo dos que siguen los movimientos de los actores. Los estudios acogen seis decorados, desde el más grande (el interior de la nave) hasta el más pequeño (el cuarto del capitán). La información sobre el diario de rodaje todos los días era colgado por el director en el blog de la serie, algo que ya había realizado en Los crímenes de Oxford.

## Personajes
Los personajes principales son:
Personajes que viajan en la nave
- Capitán Manuel Valladares (Antonio Gil Martínez), capitán de la nave Plutón BRB Nero.
- Andrés Querejeta (Carlos Areces), el lugarteniente del Capitán Valladares.
- Hoffman (Enrique Martínez), oficial de primera,[2] mecánico de la nave.
- Lorna (Carolina Bang), androide científico de la nave.
- Wollensky (Manuel Tallafé), androide de baja tecnología.
- Roswell (Enrique Villén), el extraterrestre.

Personajes que no viajan pero se comunican por videoconferencia
- Mckulay Kulkin III (Mariano Venancio), Presidente de los Estados Unidos del Mundo.
- Merche (Gracia Olayo), mujer del Capitán Valladares.

### Protagonistas
El siguiente es el listado de protagonistas:
| Actor                | Personaje                 | Temporada | Ficha del personaje |
| -------------------- | ------------------------- | --------- | ------------------- |
| Antonio Gil Martínez | Capitán Manuel Valladares | 1         | Ficha               |
| Carlos Areces        | Andrés Querejeta          | 1         | Ficha               |
| Carolina Bang        | Lorna                     | 1         | Ficha               |
| Manuel Tallafé       | Wollensky                 | 1         | Ficha               |
| Enrique Villén       | Roswell                   | 1         | Ficha               |
| Enrique Martínez     | Hoffman                   | 1         | Ficha               |
| Mariano Venancio     | Mckulay Kulkin III        | 1         | Ficha               |
| Gracia Olayo         | Merche                    | 1         | Ficha               |

### Seres Extraterrestres
- Roswell es el famoso alienígena que supuestamente aterrizó en Nuevo México en julio de 1947 (Véase Incidente OVNI de Roswell) y que fue sometido a todo tipo de pruebas por científicos humanos. Hibernado por su peligrosidad, es descongelado cuando se le necesita o se escapa. Mataría a todos los tripulantes de la nave si se lo permitieran, por eso siempre está encadenado a una máquina que controla continuamente sus constantes vitales. Aparece en casi todos los episodios.

- Drungon es un extraterrestre amable que no tiene ni ojos, ni nariz ni orejas. Se comunica a través de un traductor que lleva a modo de colgante. Drungon dice ser un representante de la Confederación Metroplanetaria de Sistemas que quiere ayudar a los tripulantes de la nave Plutón BRB Nero dirigiéndolos hacia el planeta H.E.Z.. Drungon aparece en los capítulos 7 y 8 de la primera temporada.

- Los Morlocks son una especie de piratas espaciales, con Cabilán como líder, que aparecen en el capítulo 9 de la primera temporada.

- Eczema y Enema son inspectores de Hacienda de la Confederación Metroplanetaria de Sistemas que llegan a la nave para realizar una auditoría a la tripulación. Aparecen en el capítulo 10 de la primera temporada. Se asemejan a moscas gigantes.

- Los verdes son una civilización medieval que habita en un planeta 100 veces más grande que la tierra. Se caracterizan por ser muy lentos.

- Raza desconocida compuesto de hidrógeno, agua e intelecto puro capaz de manipular los sueños.

- Los Sibaritas son una raza extraterrestre del planeta Síbaris. Se caracterizan por su personalidad refinada y exquisita y por su estricto protocolo. Aparecen en el capítulo 9 de la segunda temporada.

## Carácter paródico
Es frecuente que, a lo largo de la serie, se encuentren elementos de parodia referidos a títulos clásicos de la ciencia ficción. Así por ejemplo:
- En el cuello de los uniformes se puede leer NCC-1701. Esta combinación de letras y números equivalen a Naval Construction Contract (Contrato de Construcción Naval, en su forma más aceptada) y son el registro de la Flota Estelar de la nave U.S.S. Enterprise en la serie original de Star Trek (1966-1969).
- El interrogatorio de Querejeta en el episodio "Tortugas en la barriga" es una parodia de la película Blade Runner.
- En el último episodio de la primera temporada (El Juicio) el personaje interpretado por el actor Fele Martínez que aparece como juez es Spock de Star Trek (ataviado con el uniforme de la Flota Estelar de la serie original de los 60).
- La androide científico de última generación se llama Lorna, un personaje de cómic del dibujante Alfonso Azpiri con el que comparte figura y características.
- El Monolito del capítulo 25 es una alusión a la trama de 2001: Una odisea en el espacio.
- El guion del último capítulo de la segunda temporada está basado en la película Moon

## Capítulos
La serie está dividida en dos temporadas con un total de 26 capítulos de unos 30 minutos de duración cada uno de ellos.

### Temporada 1
| N.º (serie) | N.º (temp.) | Fecha de Emisión         | Capítulo                            | Espectadores | Share |
| ----------- | ----------- | ------------------------ | ----------------------------------- | ------------ | ----- |
| 1           | 1           | 24 de septiembre de 2008 | El origen de Roswell                | 844.000      | 5,8%  |
| 2           | 2           | 1 de octubre de 2008     | Tortugas en la barriga              | 480.000      | 3,0%  |
| 3           | 3           | 8 de octubre de 2008     | Un asunto embarazoso                | 477.000      | 3,4%  |
| 4           | 4           | 15 de octubre de 2008    | La cabina                           | 635.000      | 4,3%  |
| 5           | 5           | 22 de octubre de 2008    | Mis memorias                        | 575.000      | 3,4%  |
| 6           | 6           | 29 de octubre de 2008    | El fin del universo, Dios y la nada | 667.000      | 3,4%  |
| 7           | 7           | 5 de noviembre de 2008   | La amenaza de Drungon (1ª parte)    | 524.000      | 2,7%  |
| 8           | 8           | 12 de noviembre de 2008  | La amenaza de Drungon (2ª parte)    | 544.000      | 3,9%  |
| 9           | 9           | 19 de noviembre de 2008  | La teniente Onil                    | 575.000      | 3,5%  |
| 10          | 10          | 26 de noviembre de 2008  | Empatía                             | 507.000      | 3,3%  |
| 11          | 11          | 3 de diciembre de 2008   | Misión en la inopia                 | 328.000      | 2,0%  |
| 12          | 12          | 10 de diciembre de 2008  | ¡Que viene Merche!                  | 464.000      | 2,9%  |
| 13          | 13          | 17 de diciembre de 2008  | El juicio                           | 489.000      | 3,1%  |

### Temporada 2
| N.º (serie) | N.º (temp.) | Fecha de Emisión         | Capítulo                   | Espectadores | Share |
| ----------- | ----------- | ------------------------ | -------------------------- | ------------ | ----- |
| 14          | 1           | 23 de septiembre de 2009 | Tiempos revueltos          | 356.000      | 2,0%  |
| 15          | 2           | 30 de septiembre de 2009 | Muñecos diabólicos         | 416.000      | 2,3%  |
| 16          | 3           | 7 de octubre de 2009     | Pasajero en el tiempo      | 408.000      | 2,2%  |
| 17          | 4           | 14 de octubre de 2009    | Mi tío                     | 464.000      | 2,5%  |
| 18          | 5           | 21 de octubre de 2009    | Viaje al fondo de la mente | 405.000      | 2,2%  |
| 19          | 6           | 28 de octubre de 2009    | La última frontera         | 452.000      | 2,4%  |
| 20          | 7           | 4 de noviembre de 2009   | Lotería solar              | 439.000      | 2,5%  |
| 21          | 8           | 11 de noviembre de 2009  | Al rescate                 | 370.000      | 1,9%  |
| 22          | 9           | 18 de noviembre de 2009  | Cena con los sibaritas     | 387.000      | 2,0%  |
| 23          | 10          | 9 de diciembre de 2009   | Caídos y cruzados          | 335.000      | 1,7%  |
| 24          | 11          | 16 de diciembre de 2009  | El bucle infernal          | 256.000      | 1,3%  |
| 25          | 12          | 23 de diciembre de 2009  | Bajo el éxtasis del placer | 252.000      | 1,3%  |
| 26          | 13          | 30 de diciembre de 2009  | La guerra de los clones    | 374.000      | 2,1%  |

| Temporada | Temporada | Episodios | Estreno                  | Final                   | Audiencia media | Audiencia media | Audiencia media |
| Temporada | Temporada | Episodios | Estreno                  | Final                   | Espectadores    | Cuota           |                 |
| --------- | --------- | --------- | ------------------------ | ----------------------- | --------------- | --------------- | --------------- |
|           | 1         | 13        | 24 de septiembre de 2008 | 17 de diciembre de 2008 | 547.000         | 3,4%            |                 |
|           | 2         | 13        | 23 de septiembre de 2009 | 30 de diciembre de 2009 | 378.000         | 2,0%            |                 |
| Total     | Total     | 26        | 24 de septiembre de 2008 | 30 de diciembre de 2009 | 462.000         | 2,7%            |                 |